# Across the Great Divide Tour (DVD)
Across the Great Divide Tour és un DVD en directe publicat l'1 de desembre de 2007 per les bandes australianes Powderfinger i Silverchair. Els vídeos mostren el material gravat durant la gira nacional que van realitzar els dos grups conjuntament i que es va titular Across the Great Divide tour. El DVD també inclou un documental de 90 minuts titulat Behind the Great Divide sobre els membres dels dos grups durant els concerts i diferents esdeveniments inclosos en la gira.
Amb més de 30.000 unitats venudes, fou certificat amb doble disc de platí a Austràlia. El 19 d'octubre de 2008, el DVD fou guardonat amb el premi de millor DVD musical en els premis ARIA Awards.

## Llista de cançons
Els dos primers inclouen una galeria de fotografies preses en un concert a Melbourne.

### Powderfinger show
1. "Head Up in the Clouds"
2. "Waiting for the Sun"
3. "Lost and Running"
4. "Nobody Sees"
5. "Love Your Way"
6. "Thrilloilogy"
7. "I Don't Remember"
8. "Already Gone"
9. "Who Really Cares (Featuring the Sound of Insanity)"
10. "The Crux"
11. "Black Tears"
12. "These Days"
13. "My Happiness"
14. "Bless My Soul"
15. "Sunsets"
16. "(Baby I've Got You) On My Mind"
17. "Substitute" − cançó original de The Who que ambdues bandes van versionar en directe.

### Silverchair show
1. "Young Modern Station"
2. "Israel's Son"
3. "Emotion Sickness"
4. "Without You"
5. "Reflections of a Sound"
6. "Insomnia"
7. "Ana's Song (Open Fire)"
8. "Those Thieving Birds (Part 1)/Strange Behaviour/Those Thieving Birds (Part 2)"
9. "The Greatest View"
10. "Luv Your Life"
11. "Straight Lines"
12. "The Door"
13. "Mind Reader"
14. "If You Keep Losing Sleep"
15. "Freak"
16. "Substitute"

### Documental
El documental es titula Behind the Great Divide
- "Two Bands"
- "Hello Newcastle"
- "This Is Very Exciting Stuff"
- "You Might Need The Wide Lens"
- "Shambolic Jam"
- "A Four Nugget Experience"
- "Curse Your Stormy Weather"
- "Jake You Took Us The Long Way"
- "That's My Favourite Tambourine"
- "They Were So Much Better Than Shelbyville"
- "Bye Everyone, Thanks For Coming"
- "That Will Never Make the DVD"

## Personal

### Silverchair
- Daniel Johns – cantant, guitarra
- Ben Gillies – bateria, percussió
- Chris Joannou – baix

#### Músics addicionals
- Paul Mac
- Adam Sofo

### Powderfinger
- Bernard Fanning – cantant, guitarra
- Darren Middleton – guitarra, veus addicionals
- Ian Haug – guitarra, veus addicionals
- John Collins – baix
- Jon Coghill – bateria, percussió

#### Músics addicionals
- Lachlan Doley

### Behind The Great Divide
- Jade Skelly – productor i director

### Producció DVD
- Cameron Barnett – director
- Peter Fowler – director
- Victoria Conners-Bell – productor